# Letteratura in esperanto
(M. S. Rakitski, Lingvo Internacia, agosto 1901; riportato in Enkonduko en la Originalan Literaturon de Esperanto, William Auld, pag. 15.)

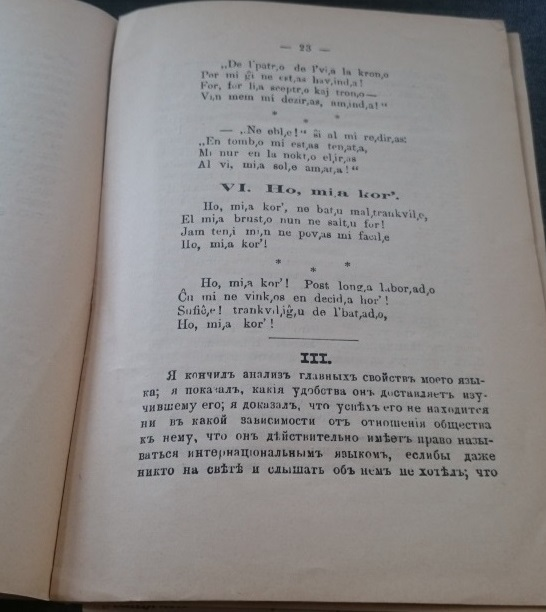
Unua Libro (por Rusoj) (per russi), pubblicato a Varsavia nel 1887 - poesia Ho, mia kor'.

La letteratura in esperanto comprendeva, nella prima fase di sviluppo della lingua (1878-1885), un insieme di testi letterari prodotti dalle letterature nazionali che erano stati tradotti a vario titolo in esperanto da linguisti o semplici appassionati. A partire dagli inizi del XX secolo, tuttavia, la comunità esperantista vide la nascita di una vera e propria letteratura in lingua, costituita da lavori originali e inediti scritti direttamente in esperanto.
Secondo molti, l'esistenza di una solida letteratura in lingua è una delle principali differenze fra l'esperanto e le altre lingue ausiliarie internazionali; la sua esistenza ha permesso la nascita di una cultura esperantista propriamente detta. In un certo senso, questo corrisponde a quanto accadde in diversi imperi dell'Europa centrale nel XIX secolo; coincidentalmente, proprio in tale area ebbe inizio lo sviluppo dell'esperanto.
Oggigiorno, molti scrittori in lingua esperanto sono raggruppati nella Akademio Literatura de Esperanto.

## Il ruolo di Zamenhof

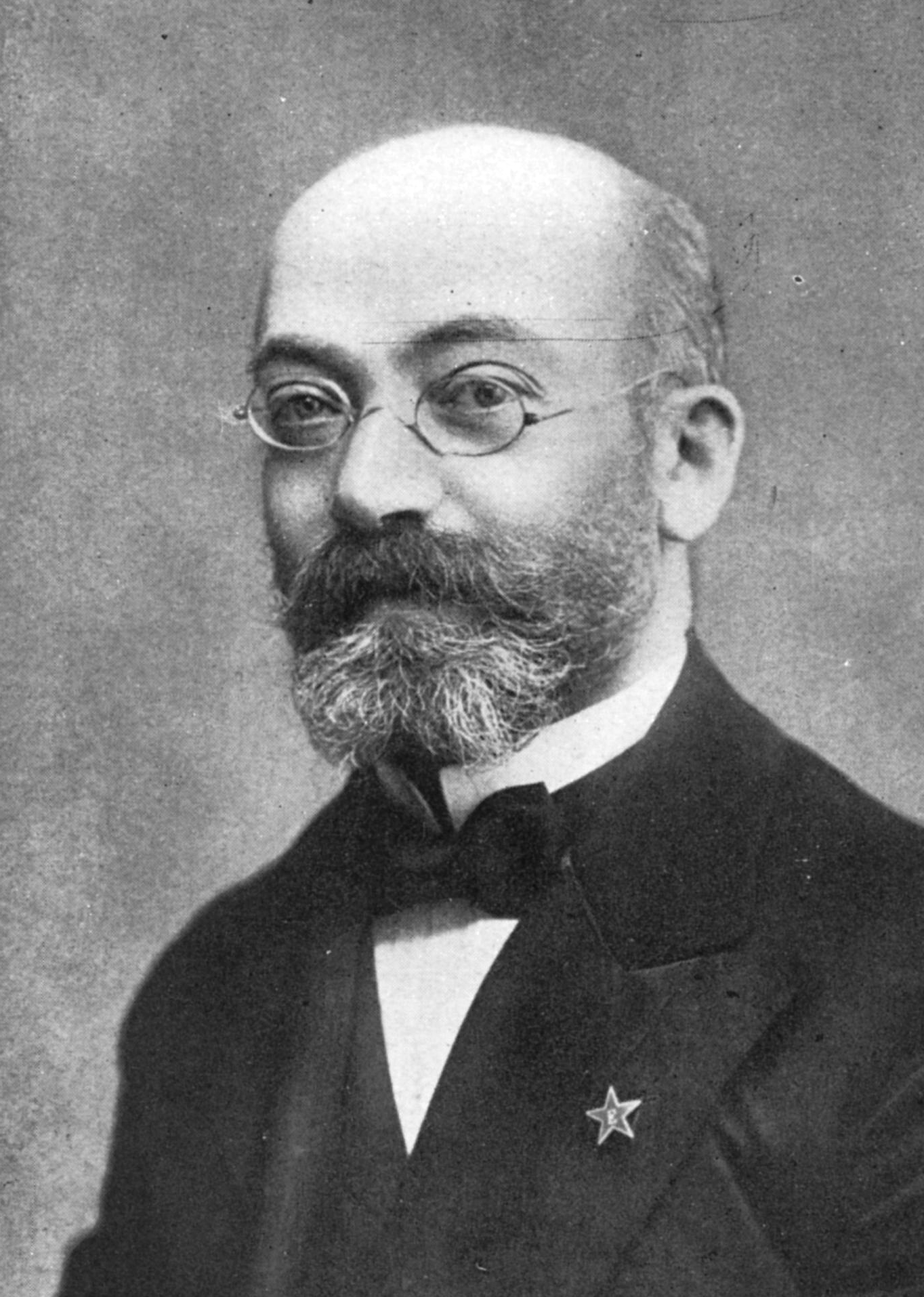
Ludwik Lejzer Zamenhof, l'iniziatore dell'esperanto.

Il padre della letteratura in esperanto fu lo stesso iniziatore dell'esperanto, Ludwik Lejzer Zamenhof. Zamenhof era di madrelingua russa e polacca; infatti viveva in una città, Białystok, dove convivevano (non sempre pacificamente) quattro diverse etnie: polacchi, russi, ebrei e tedeschi. Aveva coltivato durante la sua vita ambizioni letterarie: durante gli studi di Medicina a Mosca aveva partecipato al movimento sionista russo e pubblicato una serie di articoli sotto diversi pseudonimi, generati tramite anagrammi; sono inoltre stati ricondotti alla sua penna un paio di poemetti in russo pubblicati a Mosca in quello stesso periodo.
Nel suo Unua libro, Zamenhof inserì sei esempi di prosa e poesia in esperanto: il Padre nostro, l'incipit della Genesi, un esempio di scrittura epistolare, la traduzione di una breve poesia di Heinrich Heine e due poemi originali dello stesso Zamenhof.
Negli anni successivi, Zamenhof pubblicò numerose altre poesie in esperanto; una di queste, La Espero, fu messa in musica attorno al 1909 da Félicien Menu de Ménil e divenne l'inno ufficiale dell'esperantismo. Un altro pezzo degno di nota per la sua importanza all'interno del movimento è la Preĝo sub la verda standardo ("Preghiera sotto la bandiera verde"), una delle poesie meglio riuscite di Zamenhof.
Gran parte dei lavori che occuparono Zamenhof nell'ultima parte della sua vita consistevano di traduzioni: la più celebre di queste riguardava l'Amleto di Shakespeare, e vide la luce nel 1894. Come nel caso della Bibbia di re Giacomo, la fedeltà della traduzione di Zamenhof rispetto all'originale è stata oggetto di dibattito, ma la prosa utilizzata è certamente degna di nota, e supera la traduzione successiva dell'Amleto fatta ad opera di Leonard Nowell Mansell Newell.
Curiosamente, anche i due successori letterari di Zamenhof, l'ungherese Kálmán Kalocsay e lo scozzese William Auld, avrebbero seguito un'evoluzione simile: dapprima autori di poesia originale, in seguito traduttori, infine editori di riviste letterarie in lingua.

## Il XIX secolo

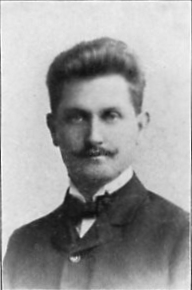
Kazimierz Bein - Kabe

Si dice che la prima conversazione in esperanto avvenne fra Zamenhof ed Antoni Grabowski. Grabowski, polacco, divenne in seguito una figura prominente durante la prima fase della letteratura in esperanto; produsse numerose poesie, fra cui La Tagiĝo ("L'alba"), che venne successivamente messa in musica ed è ancora suonata al giorno d'oggi. Fra le sue traduzioni si segnalano l'opera polacca Halka, la prima antologia internazionale di poesia tradotta El Parnaso de Popoloj ("Dal Parnaso dei Popoli"), e la traduzione in esperanto del Signor Taddeo (in polacco Pan Tadeusz ed in esperanto S-ro Tadeo), la più importante opera letteraria polacca del XIX secolo. Il S-ro Tadeo è stato ristampato in Polonia nel 1987.
Un altro autore importante in questo periodo fu Kazimierz Bein, meglio noto come Kabe, il cui stile di scrittura era considerato esemplare. Kabe, anch'egli polacco, è oggi ricordato principalmente per la sua traduzione in tre volumi del Faraone, un romanzo fantapolitico di Bolesław Prus sull'antico Egitto. Diversi lavori di Kabe sono stati ristampati negli ultimi decenni del XX secolo: è il caso delle sue traduzioni dei fratelli Grimm, ristampate in Germania, e di Padri e figli di Ivan Sergeevič Turgenev, in Cina.

## Gli inizi del XX secolo e l'Anteguerra

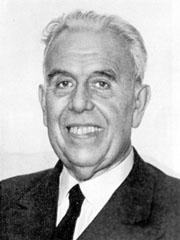
Edmond Privat (1889-1962), svizzero, attivo prima della prima guerra mondiale.

In generale, nei primi trent'anni di vita dell'esperanto la letteratura, come del resto la lingua stessa, era fiorita specialmente nelle regioni dell'Est Europa. Solo dopo il 1900 l'esperanto avrebbe attecchito anche nell'Europa occidentale, e la letteratura avrebbe assunto caratteri tipicamente occidentali.
Il professor Henri Vallienne, uno dei primi esperantisti francesi, esordì sulla scena letteraria traducendo l'Eneide di Virgilio in esperanto. Nel 1907 e nel 1908 pubblicò, presso l'editrice Hachette, due romanzi originali in lingua: Kastelo de Prelongo ("Il castello di Prelonga") e Ĉu li? ("Lui?"). Sfortunatamente Vallienne morì poco tempo dopo.
I due romanzi di Vallienne sono considerati ottimi esempi di letteratura in esperanto; a posteriori, essi possono essere inquadrati come una commistione fra Tom Jones di Henry Fielding, una novella di Arlecchino e un racconto amoroso. Ciononostante essi non sono mai stati ripubblicati, e alcuni autori esperantisti successivi, fra cui Kralj, criticarono Vallienne per il suo dilettantismo e la scarsa conoscenza della lingua; Auld, pur condividendo le critiche stilistiche, mise in evidenza il grande valore letterario dei suoi scritti.
L'altro principale romanziere dell'anteguerra fu Henrich Luyken, britannico di origini tedesche. Luyken era un cristiano evangelico, e la sua formazione religiosa si riflette fortemente nelle sue opere: in tutti e quattro i suoi romanzi, il protagonista si lascia tentare dall'eresia e viene successivamente "salvato". I titoli delle quattro opere furono Paŭlo Debenham ("Paul Debenham"), Mirinda amo ("Amore stupendo"), Stranga heredaĵo ("Strana eredità") e Pro Iŝtar ("Per Ishtar").
Le opere di Vallienne e Luyken sono difficilmente reperibili al giorno d'oggi, non essendo mai state ristampate. L'unica eccezione è Paŭlo Debenham, ristampato da Artur Iltis, in Germania, negli anni 1990. Nel Libro de Romanoj ("Libro di romanzi") pubblicato dall'Hungaria Esperanto-Asocio nel 1979, Vilmos Benczik fornisce un resoconto dettagliato delle trame di tutti i romanzi di Vallienne (2) e Luyken (4).
Fra gli altri autori di questo periodo si segnalano Stanislav Schulhof, poeta ceco che pubblicò tre raccolte di poesie, e l'autore svizzero Edmond Privat. Privat, meglio conosciuto per opere prodotte in epoca successiva, pubblicò prima della guerra una raccolta di poesie, Tra l' silento ("Attraverso il silenzio"), e una tragedia arturiana, Ginevra; i due lavori costituiscono probabilmente il miglior esempio di utilizzo della lingua prima della prima guerra mondiale. Quando il conflitto scoppiò, Privat aveva solo 24 anni.

## Il primo Dopoguerra

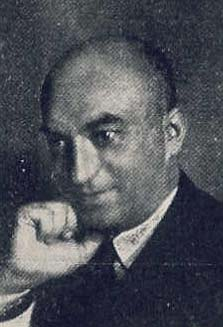
Kálmán Kalocsay, ungherese, attivo a partire dal primo Dopoguerra.

Il movimento esperantista superò senza forti difficoltà la prima guerra mondiale, al di là della comprensibile necessità di raggrupparsi e ripartire da dove il progetto era stato lasciato. Viceversa, la letteratura esperantista risentì fortemente della cesura offerta dal conflitto: quasi nessun autore dell'Anteguerra continuò a produrre opere dopo il 1920. Le uniche due eccezioni furono Privat, che fu fortemente influenzato dagli eventi bellici e modificò radicalmente il proprio stile, e Luyken, che, al contrario, proseguì sulla linea letteraria che aveva già impostato fino alla morte: si spense quattro anni dopo il termine della guerra.
Le due figure letterarie principali del Dopoguerra furono due ungheresi, Julio Baghy e Kálmán Kalocsay. Nati entrambi nel 1891, i due vissero a Budapest e scoprirono l'esperanto qualche anno prima della guerra. Entrambi studiarono la lingua e, per circa un anno, divennero sostenitori dell'ido, la versione riformata dell'esperanto che in quegli anni raggiungeva l'apice del proprio successo. Sia Baghy che Kalocsay erano interessati alle potenzialità letterarie delle lingue artificiali.
Kalocsay era un dottore, e fu congedato dal fronte a causa di un problema a un rene; Baghy fu meno fortunato, dacché cadde prigioniero della Russia e venne inviato a un campo di lavoro in Siberia. Circa un anno dopo la fine della guerra anch'egli riuscì a tornare in patria.
Seppur indipendentemente, i due autori fecero il loro ingresso sulla scena letteraria esperantista quasi contemporaneamente: nel 1921 Kalocsay pubblicò la sua prima raccolta di poesie originali, Mondo kaj koro ("Mondo e cuore"); nel 1922 Baghy esordì con Preter la vivo ("Oltre la vita").

## Dalla seconda guerra mondiale agli anni 1970
La produzione letteraria in esperanto, sino ad allora principalmente europocentrica, subì una decisa battuta d'arresto con la seconda guerra mondiale. Venuto meno il conflitto, a cavallo fra anni 1940 e anni 1950 si registrò una notevole rifioritura, guidata dallo sviluppo di vere e proprie scuole letterarie in Europa (prima la scuola di Budapest, poi la scuola scozzese) e dall'avvio in grande scala della pubblicazione di riviste e opere letterarie di qualità anche al di fuori del continente europeo, prevalentemente in Asia orientale.

### La scuola di Budapest
La scuola di Budapest fu l'epicentro della rinascita post-bellica della produzione letteraria in esperanto. Ne fu un personaggio chiave Ferenc Szilágyi, redattore della rivista letteraria Norda Prismo (dal 1955 al 1967), autore di La granda aventuro (una raccolta di romanzi, 1945), Inter sudo kaj nordo (1950), Koko krias jam ("Già canta il gallo", 1955), Mistero minora ("Mistero in chiave minore", un poliziesco, 1958). Un altro esponente di rilievo della scuola fu Sándor Szathmári, autore di diversi romanzi di fantascienza, generalmente scritti prima della seconda guerra mondiale ma pubblicati solo successivamente: è il caso di Vojaĝo al Kazohinio (una pungente satira swiftiana di una società razionale divenuta umana, 1958), Maŝinmondo ("Mondo delle macchine", una raccolta di racconti, 1964), Kain kaj Abel ("Caino e Abele", 1977). Si distinse infine, nello stesso periodo, Imre Baranyai, anche noto come Emba; già prima della guerra l'autore aveva pubblicato il romanzo Maria kaj la grupo ("Maria e il gruppo", 1936), una descrizione disincantata della vita di un gruppo esperantista; dopo il conflitto, si segnala la notevole prova di capacità poetica data con Ekzilo kaj Azilo ("Esilio ed asilo", 1962).

### La scuola scozzese
I protagonisti della scuola scozzese furono J. S. Dinwoodie, Reto Rossetti, J. Islay Francis e William Auld. I quattro pubblicarono congiuntamente la raccolta di poesie Kvaropo ("Quartetto", 1952). Fra di essi si distinse in modo particolare William Auld, autore della monumentale opera poetica Infana raso (1958), in venticinque canti, e di Unufingraj melodioj ("Melodie con un solo dito"), dalla liricità melanconica. Di Reto Rossetti si ricordano invece El la maniko ("Dalla manica", un esempio di prosa leggera dal linguaggio particolarmente brillante, 1955) e Pinta krajono ("Matita appuntita", una raccolta di poemi spiritosi, 1959). J. Islay Francis, dallo stile meno raffinato, raggiunse la notorietà con una raccolta di novelle caratterizzate da un intricato simbolismo e da una notevole tensione drammatica, dal titolo Vitralo ("Vetrata", 1960); pubblicò quindi alcune pietre miliari del romanzo esperantista, con La granda Kaldrono ("La grande caldaia", romanzo, 1978) e Misio sen alveno ("Missione senza esito", romanzo, 1982).
Alla scuola scozzese afferì anche Marjorie Boulton, autrice letteraria attiva in diversi campi. In ambito poetico, si menzionano le sue opere Kontralte ("Con voce di contralto", poesia, 1955), Cent ĝojkantoj ("Cento canzoni allegre", poesia, 1957) ed Eroj ("Pezzi", poesia, 1959); vanno tuttavia ricordate anche le sue operette teatrali, la sua biografia di Zamenhof del 1962 e le opere Okuloj ("Occhi", raccolta di novelle, 1967) e Dekdu piedetoj ("Dodici piedini", raccolta di racconti, 1964), dal profondo sentimento.
Furono attivi nello stesso periodo altri due importanti scrittori di madrelingua inglese, che tuttavia non presentano legami con la scuola scozzese. Il primo fu Brendon Clark, neozelandese, che nel trattato di poetica Kien la poezio? ("Verso quale direzione la poesia?", 1957) si oppose all'impiego di neologismi e di un lessico specificamente poetico, come invece veniva predicato dalla scuola scozzese. Il secondo fu Bertram Potts, anch'egli neozelandese, autore di novelle a tema sia drammatico che umoristico: Nokto de timo ("Notte di paura", 1971), La nova butikisto de Nukugaia ("Il nuovo bottegaio di Nukugaia", 1978) e il successivo Kaverno apud la maro ("Grotta vicino al mare", 1985).

### Altri sviluppi del periodo
Il periodo compreso fra il 1945 ed il 1975 vide una notevole produzione letteraria anche al di fuori delle scuole ungherese e scozzese.
Per quanto riguarda la saggistica, la produzione si concentrò naturalmente attorno alla propaganda dell'esperanto e ai diversi temi che di volta in volta riscontravano il maggior interesse all'interno del movimento esperantista. Si segnalano in quest'ambito alcuni scritti di Gaston Waringhien, noto anche con lo pseudonimo di "Maura", quali Beletro ("Belle lettere"), Lingvo kaj vivo ("Lingua e vita"), Ni kaj ĝi ("Noi e quello"), 1887 kaj la sekvo ("1887 e il seguito"), Kaj la ceter - nur literaturo ("E il resto - soltanto letteratura"). Nell'ambito degli scritti a tema propagandistico e polemico si segnalano i discorsi e Retoriko ("Retorica") di Ivo Lapenna e i saggi di Werner Bormann. Fra gli autori attivi nella saggistica scientifica, i principali furono Paul Neergaard, Albert Fernandez, Sin'itiro Kawamura, Detlev Blanke, Tibor Sekelj, Atan Atanasov, John C. Wells ed István Szerdahelyi.
Nell'ambito dell'operetta teatrale si registrò una discreta produzione originale in lingua, ben al di sotto tuttavia del livello di qualità delle opere tradotte dalle letterature nazionali. I principali compositori teatrali, oltre alla già menzionata Marjorie Boulton, furono Julio Baghy, J. D. Appelbaum, Giorgio Silfer, Zora Heide, E. V. Tvarožek, Emilija Lapenna, Karl Minor, Vittorio Dall'Acqua, J. e K. Filip, Stefan Mac Gil e i cabarettisti Bukar e Lorjak. Allo stesso genere pertengono due parodie, Specimene ("Campionario", 1963) di Henri Beaupierre e Bervalaĝoj (racconti divertenti dal paese immaginario di Bervalo) di Louis Beaucaire.
Numerosi furono gli autori di novelle e di racconti, pur escludendo quelli già menzionati in relazione alle rispettive scuole. Jean Forge, già attivo nel primo Dopoguerra, si distinse per le opere della maturità La verda raketo ("Il razzo verde", 1961) e Mia verda breviero ("Il mio verde breviario", la sua seconda ampia raccolta di novelle, 1974); entrambe le opere prendono la mossa da un'osservazione satirica e disincantata del movimento esperantista. L'inventiva drammatica e l'equilibrio fra emozione e razionalità furono invece i tratti distintivi del norvegese Johan Hammond Rosbach, di cui si ricordano Bagatelaro ("Sciocchezzuole", 1951), Homoj kaj riveroj ("Uomini e fiumi", 1957), La mirinda eliksiro ("Il meraviglioso elisir", 1967) e Disko ("Disco", 1970).
Il genere del racconto vide contributi di rilievo da parte di autori di diverse nazionalità:
- In Francia, Jean Ribillard si distinse per i racconti di ambientazione e atmosfera arabeggiante Vagado sub palmoj ("Vagando sotto le palme", 1956) e Vivo kaj opinioj de majstro M'saud ("Vita e opinioni del maestro M'saud", 1963).
- In Danimarca si segnala il novellista G. Riisberg, autore di Suno kaj pluvo ("Sole e pioggia", 1972).
- In Bulgaria merita una menzione Nevena Nedelcheva, per le sue Patrina koro ("Cuore paterno") e Dum nokta deĵoro ("Durante il servizio notturno", 1987).
- In Italia è da ricordare Lina Gabrielli, autrice di La kombilo ("Il pettine", 1962), Karnavalo ("Carnevale", 1973), La ĝardeno de la urbestro ("Il giardino del sindaco", 1978). Di Maria Vittoria Cavina "ORIGANO e LA GOLETTA" 2017.
- In Grecia si segnala Despina Patrinu, autrice di Homa animo ("Animo umano", 1976).
- In Jugoslavia, a Belgrado, furono attive Vesna Skalier Race, autrice di El la vivo ("Dalla vita", 1977), e Spomenka Štimec, di cui si ricorda Ombro sur interna pejzaĝo ("Un'ombra su un paesaggio interno", 1984) e Vojaĝo al disiĝo ("Avviamento alla separazione", 1990).
- In Giappone si distinsero numerosi autori: Masao Miyamoto per Pri arto kaj morto ("Dell'arte e della morte", 1967); Yagi Nihei per Mosaiko Tokio ("Mosaico Tokyo", 1975); Konisi Gaku per Vage tra la dimensioj ("Vagando tra le dimensioni", 1976); Masao Ueyama per Pardonon ("Perdono", 1970) e Mi amas... ("Io amo...", 1977).